# Déviation vers l'est
 (janvier 2016).
La déviation vers l'est est un phénomène physique correspondant au fait qu'un corps en chute libre ne suit pas exactement la direction de la pesanteur, mais est légèrement dévié vers l'est par la force de Coriolis résultant de la rotation de la Terre. À partir de la fin de XVIIIe siècle, ce phénomène donna lieu à plusieurs expériences pour être mis en évidence, en particulier celles de Ferdinand Reich, en 1831. Reich fit tomber des projectiles dans un puits de mine de 158 m de profondeur à Freiberg. Il observa une déviation de 28 mm vers l'est.
Cette déviation est liée au sens de rotation de la Terre. Sur un astre tournant dans le sens inverse, la déviation serait vers l'ouest.
Ce phénomène s'explique par la présence de la force de Coriolis qui apparaît dans les équations du mouvement car le référentiel du corps en mouvement, lié à la Terre, est en rotation et donc il n'est pas galiléen. L'existence de cette déviation prouve, au même titre que l'expérience du pendule de Foucault, que la Terre tourne sur elle-même, sans avoir recours à la moindre observation astronomique. La vérification de la cohérence des résultats observés avec les prévisions théoriques données par la mécanique newtonienne a été un défi expérimental.

## Histoire

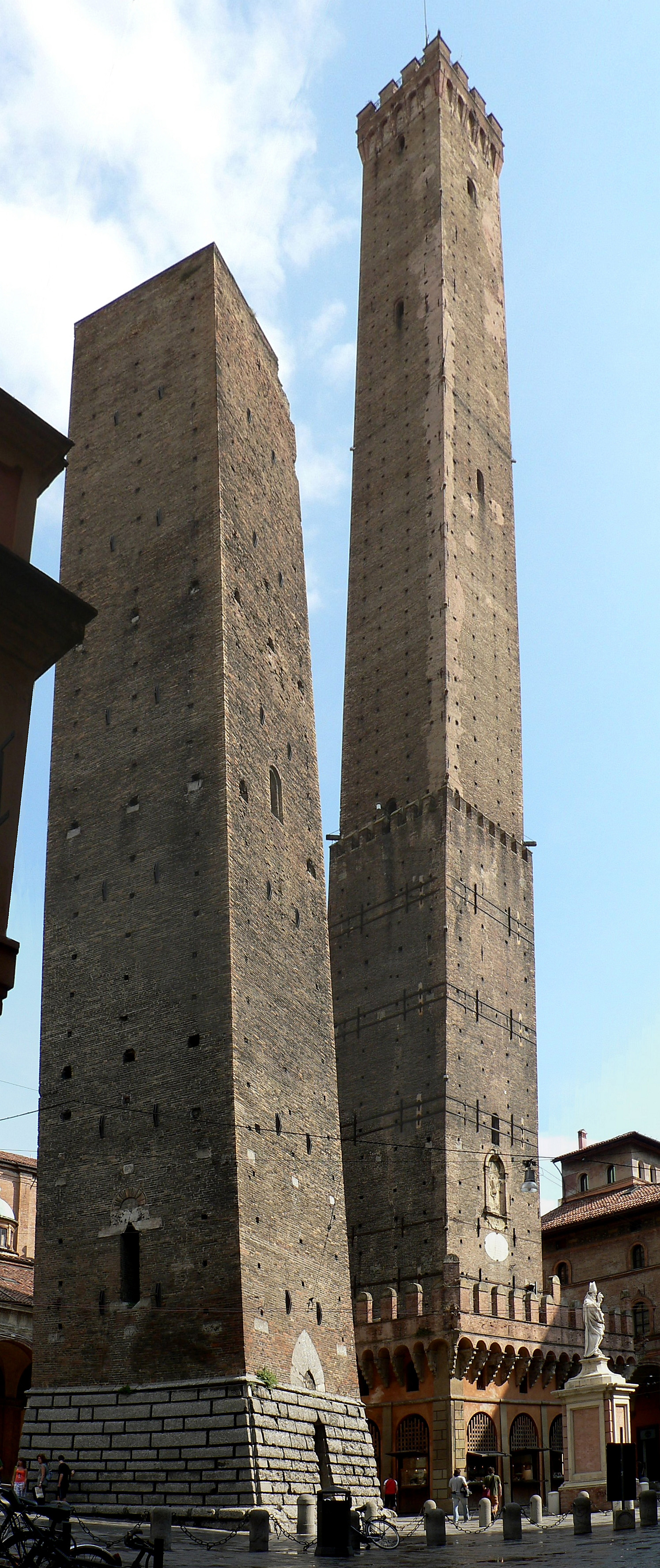
La tour Asinelli de Bologne, à droite, où eurent lieu les expériences de Guglielmini.

La déviation vers l'est est prévue — semble-t-il pour la première fois — par Newton dans une lettre adressée à Hooke le 28 novembre 1679. Newton remarque qu'un point A situé à l'équateur à une hauteur {\displaystyle h} au dessus du sol a une vitesse {\displaystyle \Omega (R+h)}, où {\displaystyle \Omega } est la vitesse de rotation de la Terre et {\displaystyle R} son rayon. Cette vitesse est plus grande que la vitesse du point O situé sur le sol à la verticale descendante de A. Cette différence de vitesse correspond à une petite vitesse vers l'est de {\displaystyle \Omega h}, il y a donc une déviation vers l'est.
C'est avec difficulté que la déviation vers l'est est mise en évidence par des expériences : en 1790-1791 par l'abbé Guglielmini (1760-1817), ; en 1794-1795 par Tadini ; puis en 1802-1804 par Benzenberg,. En 1803, Laplace et Gauss obtiennent, indépendamment l'un de l'autre, l'expression mathématique de la déviation vers l'est,. Les expériences de Reich en 1831 sont considérées comme la preuve de la déviation, bien que l'incertitude des mesures soient largement supérieure à la déviation elle-même. Elles sont confirmées au début du XXe siècle par Hall en 1902, et par Flammarion en 1903,,. L'existence de la déviation est vérifiée en 1912 par Hagen,, et l'année suivante par Gianfrancheschi (de),,, tous deux à l'aide d'une machine d'Atwood.

## Formule de déviation vers l'est

### Expression simplifiée
La longueur {\displaystyle D}, en mètres, de cette déviation est donnée par la formule approchée,, :
{\displaystyle D={\frac {2}{3}}\Omega {\sqrt {\frac {2h^{3}}{g}}}\cos \varphi },
où :
- {\displaystyle \Omega } est la vitesse angulaire de rotation de la Terre, exprimée en radians par seconde ;
- {\displaystyle g} est l'accélération de la pesanteur, exprimée en mètres par seconde carrée ;
- {\displaystyle h} est la hauteur de la chute, exprimée en mètres ;
- {\displaystyle \varphi } est la latitude du point auquel a lieu la chute, exprimée en radians.

La déviation vers l'est est maximale à l'équateur et est nulle au pôle Nord comme au pôle Sud.

### Équation rigoureuse
La force de Coriolis a pour expression :
{\displaystyle {\vec {F}}_{C}=-2m\cdot {\vec {\Omega }}\wedge {\vec {v}}},
où :
- {\displaystyle {\vec {F}}_{C}} est la force d'inertie de Coriolis ;
- {\displaystyle m} est la masse du corps en chute ;
- {\displaystyle {\vec {\Omega }}} est le vecteur vitesse angulaire instantanée de rotation de la Terre ;
- {\displaystyle {\vec {v}}} la vitesse instantanée du corps dans le référentiel terrestre.

Le vecteur {\displaystyle {\vec {\Omega }}} étant colinéaire à l'axe de rotation de la Terre, dirigé vers le nord, et {\displaystyle {\vec {v}}} orienté vers le centre de la Terre, le produit vectoriel résultant est orienté vers l'ouest, donc la force de Coriolis vers l'est. Cette force dépend de la latitude de l'objet, de sa masse et de sa vitesse de chute.
La vitesse du corps en chute libre au point M est {\displaystyle {\vec {v}}={\frac {d{\vec {AM}}}{dt}}}, où A est le point d'origine, référentiel tournant lié à la surface de la Terre.
Le principe fondamental de la dynamique permet d'écrire l'accélération comme somme de la force d'attraction de la Terre et de la force de Coriolis :
{\displaystyle {\frac {d^{2}{\vec {AM}}}{dt^{2}}}={\frac {1}{m}}(m{\vec {g}}+{\vec {F_{C}}})={\vec {g}}-2{\vec {\Omega }}\wedge {\frac {d{\vec {AM}}}{dt}}},
où {\displaystyle {\vec {g}}} est le vecteur accélération de la pesanteur dirigé selon la verticale descendante.

### Résolution
On intègre une fois pour trouver la vitesse : 
{\displaystyle {\frac {d{\vec {AM}}}{dt}}=t\cdot {\vec {g}}-2{\vec {\Omega }}\wedge {\vec {AM}}},
On suppose pour cela {\displaystyle g} et {\displaystyle \Omega } constants. Le modèle utilisé suppose une hauteur de chute pas trop grande et donc une durée de chute également pas trop grande. La constante d'intégration est nulle car la vitesse initiale est nulle.
On obtient ainsi un système différentiel linéaire, qui est donc mathématiquement soluble de façon exacte, la solution étant :
{\displaystyle {\vec {AM}}={\frac {1-\cos(2\Omega t)}{4\Omega ^{2}}}\cdot {\vec {g}}+\left({\frac {\sin(2\Omega t)}{4\Omega ^{3}}}-{\frac {t}{2\Omega ^{2}}}\right)\cdot {\vec {\Omega }}\wedge {\vec {g}}+\left({\frac {t^{2}}{2\Omega ^{2}}}-{\frac {1-\cos(2\Omega t)}{4\Omega ^{4}}}\right)\langle {\vec {\Omega }}|{\vec {g}}\rangle \cdot {\vec {\Omega }}}
La solution n'étant valide que pour des valeurs de t petites, on peut calculer des développements limités de chaque terme. Le premier terme est équivalent à {\displaystyle {\frac {t^{2}}{2}}\cdot {\vec {g}}} pour les petites valeurs de t, ce qui correspond au mouvement de la chute libre sans force de Coriolis. Le second est équivalent à {\displaystyle -{\frac {t^{3}}{3}}\cdot {\vec {\Omega }}\wedge {\vec {g}}} qui donne la déviation vers l'est observée. Le dernier terme est équivalent à {\displaystyle {\frac {t^{4}}{6}}\langle {\vec {\Omega }}|{\vec {g}}\rangle \cdot {\vec {\Omega }}} dont la projection sur le méridien donne une déviation supplémentaire vers l'équateur.
Cependant, on préfère généralement déterminer ces termes supplémentaires en exprimant une solution approchée à l'aide de la méthode perturbative : dans un premier temps, on résout l'équation sans la force de Coriolis, puis on rajoute une force de Coriolis dérivant de la solution précédente afin d'obtenir une première correction donnant la déviation vers l'est, puis on réinjecte cette solution corrigée pour obtenir une deuxième correction donnant une déviation vers l'équateur. Pour cela, on introduit la déviation {\displaystyle {\vec {D}}} par rapport à la chute libre sans force de Coriolis.
{\displaystyle {\vec {AM}}={\frac {t^{2}}{2}}\cdot {\vec {g}}+{\vec {D}}(t)}
L'intégration de l'équation trouvée précédemment donne l'expression de la déviation : {\displaystyle {\vec {D}}(t)=-2{\vec {\Omega }}\wedge \int _{0}^{t}{\vec {AM}}dt} (qui s'annule en l'origine A).

### Approximation du premier ordre
La déviation vers l'est étant petite devant la déviation due à la pesanteur, on prend comme approximation :
{\displaystyle {\vec {AM}}(t)\approx {\frac {t^{2}}{2}}\cdot {\vec {g}}},
d'où le résultat :
{\displaystyle {\vec {D}}(t)\approx -2{\vec {\Omega }}\wedge \int _{0}^{t}\left({\frac {t^{2}}{2}}\cdot {\vec {g}}\right)dt=-{\frac {t^{3}}{3}}\cdot {\vec {\Omega }}\wedge {\vec {g}}}
qui est valide si {\displaystyle D} est petit devant la hauteur de chute {\displaystyle h}, c’est-à-dire pour {\displaystyle T_{0}} (temps de chute) petit devant {\displaystyle T} = 86 164 s (période sidérale) :
{\displaystyle D(T_{0})\approx -{\frac {T_{0}^{3}}{3}}\cdot {\vec {\Omega }}\wedge {\vec {g}}={\frac {T_{0}^{2}}{3}}\cdot T_{0}\cdot (-{\vec {\Omega }}\wedge {\vec {g}})}
soit, en valeur absolue :
{\displaystyle D\approx {\frac {2}{3}}\Omega \,T_{0}\,h\cos \varphi ={\frac {2}{3}}\Omega {\sqrt {\frac {2h^{3}}{g}}}\cos \varphi }

### Approximation du second ordre
Si l'on prend maintenant :{\displaystyle {\vec {AM}}={\frac {t^{2}}{2}}\cdot {\vec {g}}-{\frac {t^{3}}{3}}\cdot {\vec {\Omega }}\wedge {\vec {g}}} pour calculer la déviation {\displaystyle {\vec {D}}(t)}, il apparaît un autre terme, encore plus faible, qui donne une déviation vers le sud dans l'hémisphère nord, et vers le nord dans l'hémisphère sud : il vaut en valeur absolue {\displaystyle {\frac {1}{6}}g\Omega ^{2}t^{4}\sin \varphi \cos \varphi \approx {\frac {2}{3}}{\frac {h^{2}\Omega ^{2}}{g}}\sin \varphi \cos \varphi }.

## Compléments
- Une grande question que se posaient les théoriciens : en réduisant la Terre à un point massique central, quelle serait la déviation sur une chute de R = 6 400 km ? En utilisant l'ellipse de Kepler[Quoi ?], on trouve : D = paramètre de l'ellipse[Quoi ?] = R·(1/17)2 = R/289 soit environ 22 kilomètres.
- On peut remarquer la parenté de l'équation de la force de Coriolis avec celle de l'effet Hall en électricité.[pertinence contestée]